# Glaciar de Triolet
O glaciar de Triolet - Glacier de Triolet em francês - faz parte do maciço do Monte Branco, e encontra-se no vale Ferret, do Vale de Aosta, na Itália. 
Desce do circo formado pelo Monte Gruetta, a Aiguille de Leschaux, e a Aiguille de Triolet. 
Entre 1929 e 1939 a língua terminal do glaciar, que chagava até ao vale, desapareceu por completo, dando ao glaciar de Triolet a sua forma atual.